# Кошелев, Николай Леонидович
Никола́й Ко́шелев (род. 1987) — современный российский художник, живописец, работающий с графикой, скульптурой, керамикой, крупномасштабными инсталляциями и театральным дизайном. В 2021 году состоялась первая музейная персональная выставка в Государственной Третьяковской галерее, где было представлено более 100 произведений. В 2024 году Кошелев представил проект «Павильон моря» на художественной биеннале в Мальте (Malta Biennale 2024).

## Биография
Родился в 1987 году в Москве. В 2010 году закончил РГХПУ им. С. Г. Строганова (Москва) по специальности «монументально-декоративное искусство».
В 2014 году закончил магистратуру в Нью-Йоркской Академии Искусств (New York Academy of Art) по специальности художник-живописец у преподавателей Эрика Фишля, Маргарет Боуланд. Выиграл стипендию от фонда «Dedalus Foundation» по направлению «Живопись».
В ранние годы Кошелев сочетал интенсивное формальное художественное образование с неформальной практикой граффити. Кошелев работает с монументальными формами искусства, вдохновляясь римскими мозаиками и фресками, а также используя такие техники, как живопись на стекле, витражи и менее известные флорентийскую мозаику и сграффито. На выставке в Государственной Третьяковской галерее в 2021 году представил творчество вымышленного художника начала XX века Александра Зильверхофа. Выставка была посвящена мифической театральной постановке, якобы предназначавшейся для «Русских сезонов» Дягилева и создавая аллюзии на эстетику круга «Мира искусства».
Также в 2021 году состоялась персональная выставка «Артефакты» в галерее Bahnhof в Нью-Йорке (США), где в своих работах, через представление артефактов из неясной истории, художник пытался соединить историю и прошлое с настоящим.
В 2023 году в Oregon Contemporary Kenton (Портленд, США) была открыта персональная выставка Кошелева «Серебряная Пыль». Проект носил «монографический» характер и включал картины, отдающие дань его прошлому опыту как граффити-художника, а также был вдохновлен поэзией трансценденталиста Уолта Уитмена и фрагментированными произведением Уильяма Берроуза «Голый завтрак».
В 2024-м стал единственным российским художником — участником художественной биеннале в Мальте (Malta Biennale 2024). Выставка начиналась с картины, изображающей многомерный грот, наполненный размытыми цветами, символизирующими потенциальное погружение зрителя. На переднем плане доминировал анонимный черный силуэт Венеры. Следующий элемент — совместная скульптура лодки, символизирующая «настоящее» и общую цель обретения корней на острове. Завершало повествование выставки керамическая скульптура, отражающая опыт художника во время подготовки проекта и жизни на Мальте и исследующая его связь с природой, побережьем и землей.
Кошелев происходит из художественной семьи: его отец Леонид Кошелев — художник по стеклу, а мать Майя Кошелева — художница из Беларуси. Художественные способности Николая поддерживались родителями с раннего возраста. У художника Николая Кошелева есть тезка — его предок — также художник Никола́й Андре́евич Ко́шелев, живописец и сподвижник Ивана Крамского.
Живёт и работает в Париже и Нью-Йорке.

## Избранные персональные выставки
- 2024 — «Павильон моря», Malta Biennale, Мальта
- 2023 — Silver Dust. Oregon Contemporary, Орегон, США
- 2021 — Moon Pool, Новая Третьяковка, Москва, Россия
- 2021 — Moon Pool, L’AiR Arts Atelier 11, Париж, Франция
- 2021 — Artefacts, Bahnhof Gallery, Нью-Йорк, США
- 2016 — «26» галерея «Триумф», Москва, Россия
- 2015 — «9» Cambi ospiterà, Милан, Италия

### Групповые выставки
- 2018 — Marie Von Papen Gallery, Лондон
- 2018 — New Now, Phillips Auction House, Лондон, Великобритания
- 2018 — New Now, Phillips Auction House, Нью-Йорк, США
- 2019 — Take Home A Nude, Sotheby’s, Нью-Йорк, США
- 2014 — New York Academy of Art, Нью-Йорк
- Bleecker Street Arts Club, Нью-Йорк